# Freistroff
Freistroff település Franciaországban, Moselle megyében. Lakosainak száma 1010 fő (2022. január 1.). Freistroff Anzeling, Bouzonville, Chémery-les-Deux, Filstroff, Holling, Rémelfang és Vaudreching községekkel határos.

## Népesség
A település népességének változása:
| Lakosok száma | 948  | 936  | 923  | 1001 | 1113 | 1097 | 1050 | 1037 | 1031 | 1010 |
|               | 1968 | 1982 | 1990 | 2006 | 2013 | 2015 | 2017 | 2019 | 2020 | 2022 |